# 薩亞普略區
薩亞普略區（西班牙語：Distrito de Sayapullo），是秘魯的一個區，位於該國西北部拉利伯塔德大區的格蘭奇穆省，始建於1855年2月11日，面積238.47平方公里，海拔高度2,357米，2005年人口7,593，人口密度每平方公里32人。